# Mineirão
Mineirão, officiellt Estádio Governador Magalhães Pinto, är en fotbollsarena i Belo Horizonte, Brasilien. Arenan började byggas 1959, och invigdes den 5 september 1965. Under juni 2010 påbörjades en fullständig renovering inför VM 2014 och OS 2016. Arenan rymmer 70 000 åskådare och var färdigbyggd under 2013.
Största publiksiffran på Mineirão är 132 834. Detta nåddes 22 juni 1997, då Cruzeiro EC spelade 1–0 mot Villa Nova.
Arenan blev skådeplats för Mineirazo, semifinalen mellan Brasilien och Tyskland som slutade med det mycket uppseendeväckande resultatet 1–7.

## Källhänvisningar
1. 1 2  "História". Arkiverad 27 juni 2014 hämtat från the Wayback Machine. minasarena.com.br. Läst 25 juni 2014. (portugisiska)